# Убиквитин
Убиквитинът е малък белтък, характерен за всички еукариотни клетки. Натоварен е изключително със сигнални функции. Посредством многостепенна ензимно-катализирана реакция може да се прикачва към други клетъчни белтъци, модифицирайки ги и променяйки тяхната метаболитна съдба.

## Строеж
Убиквитинът се състои от 76 аминокиселинни остатъка и притежава молекулна маса от 8565 Da. Това е високо консервативен белтък в еволюцията на организмите. Така например при еволюционно отдалечени видове, като дрожди и човек, аминокиселинната последователност е 96% идентична. Молекулната му маса е на границата, разделяща полипептидите от белтъците, но важната клетъчна роля, която убиквитина изпълнява, е достатъчен довод за класифицирането му като белтък.

## Модификация с убиквитин
Убиквитинът притежава остатък от аминокиселината глицин в N-края на полипептидната си верига. Именно карбоксилната група на този глицин се свързва с аминогрупата на някой от вътрешните лизинови остатъци от друг протеин. Връзката прилича на пептидна, но поради това, че не е между α-аминно група, излиза от канона за линеарност на полиптидната верига и се означава като изопептидна. Протеинът, предлагащ свободни ε-аминогрупи от лизин, може да бъде определен клетъчен потеин или дори самият убиквитин.

## Номенклатура на модификациите с убиквитин
Номенклатурата при отразяването на модификациите често не се спазва, но има правило за наименование:
- При модификация на белтък с една молекула убиквитин процесът се нарича моноубиквитилиране (моноубиквитинилиране).
- При модификация с няколко молекули убиквитин, закачени за различни лизинови остатъци и независими една от друга, процесът е мултиубиквитилиране (мултиубиквитинилиране).
- При модификация чрез последователното закачване на убиквитин към лизинов остатък на предишен убиквитин или с други думи образуване на верига от убиквитинови молекули, процесът се означава като полиубиквитилиране (полиубиквитинилиране).

## Реакции на модификация чрез убиквитин
Убиквитинът модифицира други белтъци посредством сложна ензимна каскада по АТФ-зависим механизъм.
Първият ензим от каскадата е познат като убиквитин-активиращ ензим (Е1). Спрегнато с разграждането на макроергична връзка от АТФ, убиквитин-активиращият ензим свързва ковалентно N-крайния глицинов остатък от убиквитина със сулфхидрилна група (-SH) от свой вътрешен цистеинов остатък (т.е. създава се тиоестерна връзка). Това се възприема като реакция на енергетично активиране на убиквитиновата молекула.
Следващият ензим се нарича убиквитин-конюгиращ ензим (Е2), който на свой ред поема убиквитина върху своя сулфхидрилна група. Реакцията е известна като транс(тио)естерифициране.
Третият ензим е убиквитин-лигазата (Е3), който с помощта на убиквитин-конюгиращия ензим прикача убиквитина към определен протеин.
Специфичността на реакцията се определя съвместно от Е2 и Е3, както и от белтъка който се модифицира. Ако има процес на полиубиквитилиране, отново Е2 и Е3 участват в реакцията, като понякога се изисква и наличието на допълнителен фактор (Е4). Съществува и вероятност Е2 независимо от Е3 да модифицира белтък, но това е в случаите, когато се добавя убиквитинова молекула към вече модифициран с убиквитин белтък.
Съответните ензими в биохимичната литература се означават често с Е(1-3) от практически съображения за краткост, но това не са официално признати символи.

## Локализация
Убиквитинът не може да бъде локализиран еднозначно в определено вътреклетъчно пространство и може да бъде открит както в цитоплазмата, така и в ядрото и дори по клетъчната повърхност. Всяко от тези местоположения е проява на различна основна функция.

## Функции
Една от най-значимите функции на убиквитина е насочването на белтъците към разграждане (протеолиза), осъществявано от многокомпонентен белтъчен комплекс, наречен 26S-протеазома.
Модифицирането на белтъци посредством убиквитин може да промени тяхното местоположение в клетката, като например да ги насочи от повърхността към вътрешността или да ги придвижи към определени клетъчни органели (вакуоли и лизозоми).
Друга важна функция на този белтък е модифицирането на клетъчни белтъци, променяйки по такъв начин взаимодействието им с други молекули.